# Chace Crawford
Christopher Chace Crawford (ur. 18 lipca 1985 w Lubbock) – amerykański aktor filmowy i serialowy, model, znany dzięki roli Nate’a Archibalda w serialu The CW Plotkara.

## Życiorys

### Wczesne lata
Urodził się w Lubbock, w północno-zachodniej części stanu Teksas jako syn Dany (z domu Plott), nauczycielki, i Chrisa Crawforda, dermatologa. Wychowywał się w Plano w Teksasie z młodszą siostrą, Candice (ur. 16 grudnia 1986), która ukończyła studia dziennikarstwa radiowego i była Miss Missouri 2008.
Crawford był szkolną gwiazdą futbolu i golfa. W 2003, po skończeniu Trinity Christian Academy, zaczął pracować w Abercrombie & Fitch jako model dla Hollister. Później przeprowadził się do Malibu w Kalifornii, gdzie zaczął studiować na Pepperdine University.

### Kariera
W Kalifornii poznał swojego pierwszego agenta, dzięki któremu otrzymał angaż w dramacie telewizyjnym Zaginiony synek (Long Lost Son, 2006) obok Gabrielle Anwar i Craiga Sheffera.
W 2007 otrzymał rolę Nathaniela „Nate'a” Archibalda w młodzieżowym serialu The CW Plotkara (Gossip Girl). Wystąpił także w teledysku Leony Lewis – „I Will Be” (2009).
Był na okładce takich magazynów jak „Entertainment Weekly” (we wrześniu 2008), „Details” (w listopadzie 2008) i „GQ” (we wrześniu 2010).

## Życie prywatne
Był związany z Shauną Sand (w sierpniu 2003), Ashley Greene (od sierpnia 2007 do grudnia 2009) i Carrie Underwood (od października 2007 do marca 2008).
4 czerwca 2010 za posiadanie ok. 50 gramów marihuany został przewieziony do aresztu w Dallas, a następnie wypuszczony na wolność.

## Filmografia
- 2006: Pakt milczenia (The Covenant) jako Tyler Sims
- 2006: Zaginiony synek (Long Lost Son, TV) jako Matthew Williams/Mark Halloran
- 2007–2012: Plotkara (Gossip Girl) jako Nate Archibald
- 2008: The Haunting of Molly Hartley jako Joseph Young
- 2008: Na samo dno (Loaded) jako Hayden Price
- 2010: Odlot (Twelve) jako Mike White
- 2011: Pokój, miłość i nieporozumienia (Peace, Love, and Misunderstanding) jako Cole
- 2012: Jak urodzić i nie zwariować (What to Expect When You're Expecting) jako Marco

## Nagrody i nominacje
| Rok  | Nagroda               | Kategoria                             | Tytuł                              | Rezultat  |
| ---- | --------------------- | ------------------------------------- | ---------------------------------- | --------- |
| 2008 | Teen Choice Awards    | Najlepszy aktor serialu dramatycznego | Plotkara                           | Wygrana   |
| 2008 | Teen Choice Awards    | Gwiazdor telewizyjny                  | Plotkara                           | Nominacja |
| 2009 | Teen Choice Award     | Gorący gwiazdor                       | Plotkara                           | Nominacja |
| 2009 | Teen Choice Award     | Najlepszy aktor serialu dramatycznego | Plotkara                           | Wygrana   |
| 2010 | Teen Choice Award     | Najlepszy aktor serialu dramatycznego | Plotkara                           | Wygrana   |
| 2011 | People’s Choice Award | Gorący gwiazdor                       | Plotkara                           | Nominacja |
| 2011 | Teen Choice Awards    | Najlepszy aktor serialu dramatycznego | Plotkara                           | Wygrana   |
| 2012 | Teen Choice Awards    | Złodziej scen                         | Jak urodzić i nie zwariować (2012) | Nominacja |
| 2016 | People’s Choice Award | Ulubiony aktor w nowym serialu        | Blood & Oil                        | Nominacja |